# Каарсут
Каарсут (на датски: Qaarsut) е селище в община Каасуицуп, в северозападна Гренландия. Разположено е на североизточното крайбрежие на полустров Нуусуак на около 20km от полустров Уумманнак. Каарсут се намира в подножието на планината Килертингуит (най-висока точка 1977 метра). Към 2010 в селището живеят 196 души.
Между 1778 и 1924 в Каарсут оперира първата мина за добив на въглища на територията на Грендландия. След закриването на мината местното население се занимава предимно с промишлен риболов и лов на моржове. В Каарсут е разположено и летище, което освен градчето обслужва и значително по-голямото селище Уумманнак. Двата града са свързани помежду си чрез редовни полети с хеликоптер. На няколко километра от Каарсут се намира най-важният археологически обект в Гренландия Килакицок.
- Мината в Каарсут през 1907
- Въздушна снимка с южен ракурс